# Alepes apercna
 Alepes apercna és una espècie de peix de la família dels caràngids i de l'ordre dels perciformes.

## Morfologia
Els mascles poden assolir els 29,5 cm de longitud total.

## Distribució geogràfica
És un endemisme del nord d'Austràlia (des d'Austràlia Occidental fins a Queensland).